# Project Pitchfork
«Project Pitchfork» — німецький електронний гурт з міста Гамбург. Ранні альбоми колективу можна віднести до стилю дарквейв, а починаючи з виходу альбому «Alpha Omega» вони починають експериментувати з такими стилями як електро-індастіал, EBM та металу.

## Музиканти

### Поточний склад
- Петер Шпілльс Peter Spilles — вокаліст, головний композитор, лірика, клавішні
- Дірк Шобер Dirk Scheuber — гітара, аранжування, клавішні
- Юрген Янсен Jürgen Jansen — клавішні

### На концертах гурту допомагають
- Ахім Фарбер Achim Färber  — барабани
- Карстен Клатте Carsten Klatte — гітара

### Колишні учасники
- Патрісія Нігіані  Patricia Nigiani — бек-вокал (1993—1994)
- Маркус Гілтєс  Markus Giltjes — барабани (1995)
- Єнц Шрадер  Yenz Schrader — барабани, гітара (1998)

## Номінації та нагороди
- У 1999 році колектив здобув номінацію у категорії «Найкраще альтернативне відео», престижної премії ECHO за кліп «I Live Your Dream» — але зрештою програли Guano Apes з їхнім кліпом «Lords of the Boards».

## Дискографія

### Студійні альбоми
- Demoniac Puppets (1990)
- K.N.K.A. (1990)
- Dhyani (1991)
- Lam-'Bras (1992)
- Entities (1992)
- Souls/Island (1993)
- IO (1994)
- Alpha Omega (1995)
- ¡Chakra: Red! (1997)
- Eon: Eon (1998)
- Daimonion (2001)
- Inferno (2002)
- Kaskade (2005)
- Dream, Tiresias! (2009)
- Continuum Ride (2010)
- Quantum Mechanics (2011)
- Black (2013)

### EP
- Precious New World (1991)
- Psychic Torture (1991)
- Little IO (1994)
- CH'I (1995)
- Corps D'Amour (1995)
- Trialog (2002)
- View From a Throne (2002)
- Wonderland/One Million Faces (2007)

### Концертні альбоми
- Live '97 (1997)
- Live 2003/2001 (2003)

### Сингли
- «Carrion» (1993)
- «Renascence» (1994)
- «En Garde!» (1996)
- «Carnival» (1998)
- «Steelrose» (1998)
- «I Live Your Dream» (1999)
- «Existence» (2001)
- «Timekiller» (2001)
- «Awakening» (2002)
- «Schall Und Rauch/The Future Is Now» (2005)
- «Earth Song»
- «Feel!» (2009)

### Збірки
- The Early Years (89–93) (1996)
- Collector: Lost and Found (2001)
- NUN Trilogy (2002)
- Collector: Fireworks & Colorchange (2003)